# Avidità (biochimica)
In biochimica, l'avidità si riferisce alla forza complessiva generata da multiple affinità di interazione di legami individuali non covalenti, come tra un recettore e il suo ligando, ed è comunemente indicata come “affinità funzionale”.

## Descrizione
In quanto tale, l'avidità è distinta dall'affinità, che descrive la forza di una singola interazione.
Tuttavia, poiché i vari legami individuali aumentano la probabilità che si verifichino altre interazioni, l'avidità non deve essere considerata come la semplice somma delle sue affinità costituenti, ma come la combinazione di tutte le affinità che partecipano all'interazione biomolecolare.
Un aspetto particolarmente importante riguarda il fenomeno dell'entropia da avidità.
Le biomolecole spesso formano complessi eterogenei, o oligomeri omogenei, e multimeri o polimeri. Se le proteine raggruppate formano una matrice organizzata (come un rivestimento di clatrine) l'interazione è descritta come matricità.